# تدخل (قانون دولي)

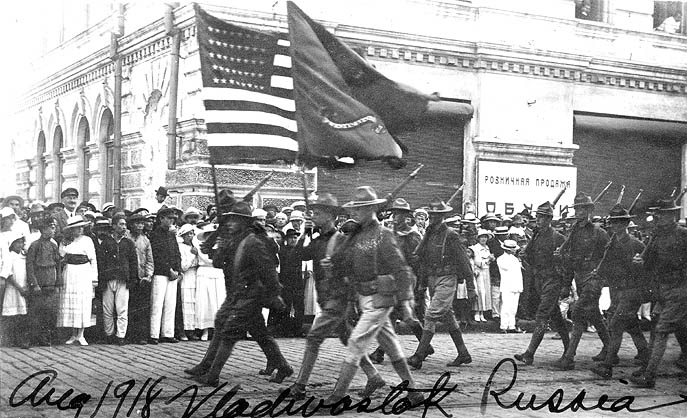

التدخل، فيما يتعلق بالقانون الدولي، هو المصطلح المستخدم للإشارة إلى التدخل القسري أو الديكتاتوري لدولة أو دولة ذات سيادة في الشئون الداخلية أو الخارجية لدولة أخرى. وفي أغلب الحالات، يتم اعتبار أن التدخل إجراء غير مشروع، إلا أن بعض التدخلات يتم اعتبارها على أنها مشروعة.

## التعريفات
يعرف إل إف إل أوبنهايم التدخل على أنه تدخل قسري أو ديكتاتوري من قبل دولة في شئون دولة أخرى يتم تنفيذه لفرض سلوك أو تبعات معينة على تلك الدولة الأخرى.

## التدخل بالدعوة أو بناءً على طلب
عندما تتدخل دولة في الشئون السياسية لدولة أخرى من خلال التدخل، أو عند الطلب، لا يمكن اعتبار ذلك إجراءً غير مشروع. ولا يمكن أن يكون تدخل الدولة غير مشروع إذا كان لأغراض البشرية. ومن الضروري أن توافق الدولتان على موضوع التدخل من خلال معاهدة. ولا يكون طلب المساعدة إجراءً غير مشروع.

## أنواع التدخل
يمكن أن يحدث التدخل نتيجة عدة وسائل، على سبيل المثال، الوسائل العسكرية أو التخريبية أو الاقتصادية أو الدبلوماسية.